# بايرون تالبوت
بايرون تالبوت (بالإنجليزية: Byron Talbot)‏ مواليد 15 سبتمبر 1964 في جوهانسبرغ، هو لاعب كرة مضرب جنوب أفريقي سابق بدأ مسيرته كمحترف سنة 1988 وكان يلعب باليد اليمنى. أعلى تصنيف له في الفردي كان المركز الـ 229 في سنة 1989. أعلى تصنيف له في الزوجي كان المركز الـ 20 في سنة 1966. لعب التنس في جامعة تينيسي. يعمل حاليا كمستشار مالي لشركة ميريل لينش.

## روابط خارجية
- بايرون تالبوت على موقع رابطة محترفي التنس (الإنجليزية)
- بايرون تالبوت على موقع الاتحاد الدولي لكرة المضرب (الإنجليزية)
- بايرون تالبوت على موقع خلاصة التنس.كوم (الإنجليزية)